# Steve Priest
Stephen Norman Priest dit Steve Priest est un auteur-compositeur-interprète et bassiste britannique né le 23 février 1948 à Hayes et mort le 4 juin 2020. Il est membre du groupe de glam rock The Sweet.

## Biographie
Jeune adolescent influencé par Jet Harris des Shadows, les Rolling Stones et The Who, Steve Priest fabrique sa propre guitare et joue dans des groupes locaux.
En janvier 1968, il forme un groupe de quatre musiciens avec le chanteur Brian Connolly, le batteur Mick Tucker et le guitariste Frank Torpey ; ce groupe deviendra The Sweet. Torpey est remplacé par Mick Stewart en 1969. La composition classique du groupe est achevée après le départ de Stewart, remplacé par le guitariste Andy Scott en août 1970.
The Sweet est un groupe à la carrière mouvementée. Le succès initial des Sweet advient en 1971, après que le groupe s'est associé aux auteurs-compositeurs Nicky Chinn et Mike Chapman. Cependant, The Sweet compose quelques-uns de ses propres succès. Steve Priest enregistrait souvent directement la voix de Brian Connolly et utilisait des pistes vocales courtes et aiguës : c'était la clé de leur style musical à l'époque. Le groupe adopte une image camp, portant un maquillage lourd et des costumes outranciers.
Steve Priest se souvient avoir parlé à David Bowie dans les coulisses de Top of the Pops : « Je plâtrais ce maquillage et Bowie disait : " Oh non, non, non. Tu dois être subtil.'' Bowie n'a tout simplement pas compris. Ce n'est pas censé être subtil. Je suis censé ressembler à une vieille tarte. »
Après le départ de Brian Connolly au début de l'année 1979, Steve Priest devient le chanteur principal de The Sweet jusqu'en 1982 lorsque le groupe original est dissout. À cette époque, Priest divorce de sa première femme, Pat, et déménage à New York. Le 18 juin 1981, il épouse sa seconde épouse Maureen (née O'Connor), qui est alors directrice de la publicité et des relations avec les artistes de la côte Est pour Capitol/EMI Records à New York. À New York, il forme un groupe appelé The Allies avec le guitariste Marco Delmar et le batteur Steve Missal. Le succès est difficile à atteindre bien que leur titre Talk To Me ait été présenté dans un film, Fast Food.
Invité en 1985 par Andy Scott à reformer The Sweet, Steve Priest décline. Peu de temps après, lui et sa famille déménagent à Los Angeles.
À cette époque, Steve Priest retourne dans l'anonymat mais il fait des apparitions occasionnelles dans la production et il collabore avec David Arkenstone et son futur partenaire Stuart Smith.
Steve Priest participe à une session de démonstration à Los Angeles avec les autres membres des Sweet en 1988, avec la production de Mike Chapman, pour voir si un album studio et une reformation étaient possibles. Le groupe n'était pas d'accord sur les conditions de la réunion et le projet échoue. Malgré les difficultés de la fin des années 1970, Priest maintient son lien d'amitié avec Connolly, ancien chanteur des Sweet qui était en mauvaise santé.
En 1994, Steve Priest publie son autobiographie, Are You Ready Steve?, dont le titre est tiré de l'introduction des Sweet The Ballroom Blitz. En 2006, il sort un album intitulé Priest's Precious Poems. En janvier 2008, Priest forme une nouvelle version des Sweet, sans rapport avec la version d'Andy Scott du groupe.
Ce nouveau groupe joue principalement dans des festivals et des salles aux États-Unis et au Canada. Début 2009, le groupe a sorti un album live, enregistré en août 2008 au Morongo Casino de Cabazon en Californie.

### Vie privée
À la fin de sa vie, Steve Priest vivait avec sa femme Maureen et ses filles Danielle et Margaret à La Cañada Flintridge en Californie. Il décède le 4 juin 2020 et laisse dans le deuil Maureen, leurs trois filles, Lisa, Danielle et Maggie, et trois petits-enfants, Jordan, Jade et Hazel.